# 希求法
希求法（ききゅうほう、けぐほう）または願望法（がんぼうほう、英: optative mood）は、文法的な法の一つで、話者の意志や希望を示すものである。勧奨法（cohortative mood）に似ており、接続法と密接な関係がある。
日本語で言えば、主語の心情または動作としての希望を表現する「…たい」「…たがる」「…てほしい」などの言い方（日本語文法でいう希望）ではなく、「…たらなあ」「…ように」など、話者の願望自体を述べる言い方に相当する。
希求法を持つ言語の例としては、インドヨーロッパ語族の古代ギリシア語、アルバニア語、アルメニア語、クルド語、古プロシア語、サンスクリット、セルビア・クロアチア語、またグルジア語、トルコ語、ナバホ語などがある。

## 印欧語族

### 印欧祖語
希求法は印欧祖語に元々あった4つの法の1つである（他の3つは直説法、接続法、命令法）。しかし多くの印欧語は希求法を失うか、または希求法が接続法に変化した。

### アルバニア語
アルバニア語では、希求法（mënyra dëshirore：「願望法」の意味）は願望を表現し、また呪いや誓いに用いられる。
- 願望：U bëfsh 100 vjeç!（100歳まで生きられますように）
- 呪い： Të marrtë djalli!（悪魔がおまえを連れてってしまえ）

### 古代ギリシア語
古代ギリシア語では希求法は、主節で願望または可能性を表現するのに用いられた。従属節（目的、時、条件、間接話法での引用を表す）では、希求法は過去時制の主動詞に伴う形で多く用いられる。願望を表す希求法は、それ自体で、または前に小辞εἴθε（eithe）をつけて用いられる。可能性を表す希求法は、主節では常に翻訳不能の小辞ἂνを伴い、従属節ではそれだけで用いられる。
- Εἴθε βάλλοις （Eithe ballois）「あなたが投げてくれるかなあ」
- Χαίροιμι ἂν, εἰ πορεύοισθε（Chairoimi an, ei poreuoisthe）「あなたが旅をできたら嬉しいのだが」

コイネーでは、希求法は接続法に取って代わられ始め、新約聖書では、主として慣用句に用いられた。
希求法の語尾は、ο/ε母音を持つ動詞（thematic verb）ではοιに、ο/ε母音を持たない動詞（athematic verb）ではιになる特徴がある。

### ゲルマン語
接続法として知られることが多いゲルマン語の一部の動詞は、実際には印欧祖語の希求法に由来するものである。ゴート語の接続法現在形 nimai「（彼が）とるように」は、古代ギリシア語の希求法現在形φέροι「（彼が）運ぶように」と比較されるものである。
古い印欧語の希求法がゲルマン語では接続法に当たることは、ゴート語を見れば明らかである。ゴート語は、決まった願望あるいは意図を表していた、印欧語の古い「本当の」接続法を失ったのである。接続法の機能は希求法現在形（当初は可能性、非現実的な事柄、一般的な願望だけを表した）に受け継がれた。
ゲルマン語では、希求法過去形の形態と機能が新たに生み出され、これは過去および未来の非現実を表すものである。このことは、ゴート語、古高ドイツ語、古英語、古ノルド語の証拠により認められる。この（新しい）希求法過去時制を非現実に使う方法は、明らかに、ゲルマン祖語の過去時制（かつては完了時制だった）が印欧語のアオリストに取って代わった後に起こったものである（Euler 2009:184を参照）。

### ラテン語
ラテン語でも同様に、印欧語の希求法に基づいて新たに接続法が作られた。ラテン語ではこの変化により、いくつかの古い接続法形態が未来形になった。従って、禁止法（否定願望と禁止）は、「*ne + 動詞の希求法現在形」という組み合わせで形作られた。

### ルーマニア語
ルーマニア語では、条件法と希求法は同じ形を持ち、一般に希求条件法と呼ばれる。

### サンスクリット
サンスクリットでは、希求法は動詞語幹に二次的語尾を付けて作られる。時により願望、要望、要求を表現する：
- bhares「あなたが運ぶように」（能動態）
- bharethās「あなたが[自分のために]運ぶように」（中動態）

また可能性（例えばkadācid goṣabdena budhyeta「彼は多分牛が啼いたから起きたのだろう」）や、疑い、不確実性（例えばkatham vidyām Nalam「私はどうしたらナラを見つけられるというのか」）も表現する。希求法は条件法の代わりに使われることもある。